# تشارلز إي. ناش
تشارلز إي. نـاش (بالإنجليزية: Charles E. Nash)‏ هو سياسي أمريكي، ولد في 23 مايو 1844 في الولايات المتحدة، وتوفي في 21 يونيو 1913 بنيو أورلينز في الولايات المتحدة. حزبياً، نشط في الحزب الجمهوري. انتخب عضو مجلس النواب الأمريكي.